# NGC 2169

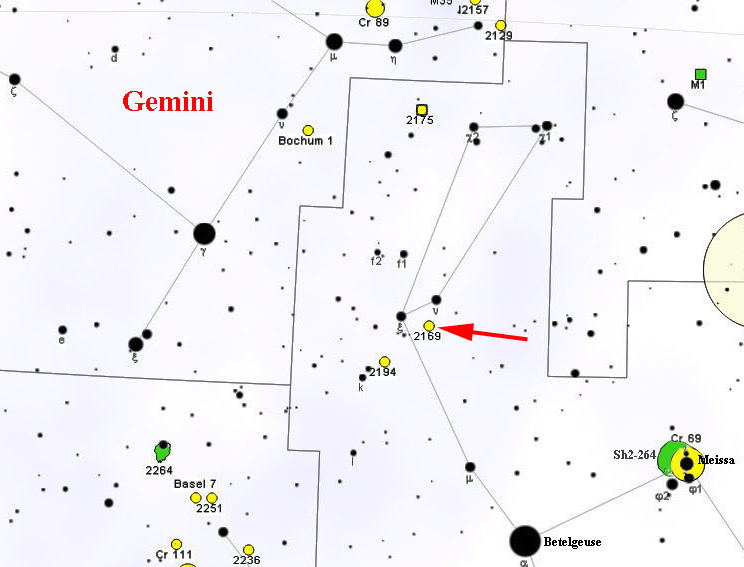
Bản đồ hiển thị vị trí của NGC 2169

NGC 2169, là một cụm mở trong chòm sao Lạp Hộ. Nó có thể được phát hiện bởi Giovanni Batista Hodierna trước năm 1654 và được William Herschel phát hiện vào ngày 15 tháng 10 năm 1784. NGC 2169 ở cách Trái Đất khoảng 3.600 năm ánh sáng. Nó có biệt danh là "Cụm '37" do sự tương đồng nổi bật của nó với các chữ số "37". Cụm này bao gồm các thành phần Collinder 38, cụm mở I3pn, và Collinder 83, cụm mở III3m.